# Union Cafe
Albums de Penguin Cafe Orchestra
When in Rome...
(1988)
Union Cafe est le 5e album studio du Penguin Cafe Orchestra sorti en 1993.

## Liste des titres
Toute la musique est composée par Simon Jeffes, sauf le titre 11 (Trad. Arr. Jeffes).
| No  | Titre                         | Durée |
| --- | ----------------------------- | ----- |
| 1.  | Scherzo And Trio              | 6:55  |
| 2.  | Lifeboat (Lovers Rock)        | 7:15  |
| 3.  | Nothing Really Blue           | 5:17  |
| 4.  | Cage Dead                     | 4:33  |
| 5.  | Vega                          | 10:20 |
| 6.  | Yodel 3                       | 3:25  |
| 7.  | Organum                       | 3:47  |
| 8.  | Another One from Porlock      | 2:58  |
| 9.  | Thorn Tree Wind               | 3:14  |
| 10. | Silver Star of Bologna        | 4:05  |
| 11. | Discover America              | 3:02  |
| 12. | Pythagoras on the Line        | 1:50  |
| 13. | Kora Kora                     | 3:04  |
| 14. | Lie Back and Think of England | 4:21  |
| 15. | Red Shorts                    | 4:06  |
| 16. | Passing Through               | 1:03  |

## Musiciens
Khakberdy Allamurdov, Barbara Bolte, Belinda Bunt, Roger Chase, Paul Cullington, Steve Fletcher, Roger Garland, Wilf Gibson, Roy Gillard, Tim Good, Simon Jeffes, Nigel Kennedy, Pat Kiernan, Bogustav Kostecki, Kurban Kurbanov, Helen Liebmann, Chris Laurence, Pete Oxer, Jim Mc Leod, Ian Maidman, Rita Manning, Peter Mc Gowan, Steve Nye, Tony Pleeth, Sabir Rizaev, Geoffrey Richardson, Neil Rennie, George Robertson, Roger Smith, Steve Tees, Kathryn Tickell, Naná Vasconcelos, Barry Wilde, Katy Wilkinson, Annie Whitehead, Gavyn Wright.